# 巴倫西亞 (新墨西哥州巴倫西亞縣)
巴倫西亞（英語：Valencia）是位於美國新墨西哥州巴倫西亞縣的普查規定居民點。

## 人口
根據2020年美國人口普查的數據，巴倫西亞的面積為5.14平方千米，皆為陸地。當地共有人口2052人，而人口密度為每平方千米399.22人。